# Dărmănești (Dâmbovița)
Dărmăneşti es una comuna ubicada en el distrito de Dâmbovița, Rumania.

## Superficie
Posee una superficie de 30,09 kilómetros cuadrados.

## Demografía
Hasta 2021 la población era de 4433 habitantes, con una densidad de población de 147,3 habitantes por kilómetro cuadrado.